# Tanorus bibax
Tanorus bibax là một loài Trichoptera trong họ Hydrobiosidae. Chúng phân bố ở miền Australasia.